# Michelbach (Schmelz)
Michelbach ist ein Ortsteil von Schmelz im Landkreis Saarlouis (Saarland). Am 31. Oktober 2024 hatte es 839 Einwohner, davon 804 mit Hauptwohnsitz und 35 mit Nebenwohnsitz und ist der zweitkleinste Ortsteil der Großgemeinde (vor Dorf).
Michelbach liegt in einem abseitigen, von der Prims wegführenden Tal und an den umgebenden Hängen. Der Ort ist eine reine Wohngemeinde. Eine intakte Dorfgemeinschaft prägt das Dorfleben rund um das Dorfgemeinschaftshaus „Alte Schule“.
Michelbach wird 1036 als „Michilenbach“ erstmals urkundlich erwähnt. Das Dorf war reichsunmittelbar. 
Auf dem Galgenberg, oberhalb des Ortes an der B 268, steht die sogenannte „Gerichtslinde“, die botanisch eine Ulme ist. An dieser Stelle befand sich einst die Richtstätte des Hochgerichts Michelbach.
Außerhalb der Ortschaft liegt der Geisweilerweiher, eine versteckt und romantisch gelegene Weiheranlage.
Der TuS Michelbach spielt seit der Saison 2023/24 in der Bezirksliga Merzig-Wadern.

## Geographische Lage
Michelbach liegt am Michelbach, rechts der Prims zwischen Schmelz-Außen und Nunkirchen. Im Nordosten grenzt es an den Ortsteil Limbach. Im Westen von Michelbach liegt Oppen. Michelbach liegt unmittelbar an der Grenze zum schwarzwälder Hochwald.

## Geschichte
Michelbach war ein Reichsdorf. Grund- und Gerichtsherren waren das Stift St. Simeon zu Trier und die Abtei Tholey. Vogt war der Freiherr von Hagen zur Motten, Schutzherr der Herzog von Lothringen, ab 1778 der Kurfürst von Trier gemeinschaftlich mit dem französischen König als der Herzog von Lothringen. Die Gemeinde als Ganzes erbrachte die Steuern. Beim Tode wurde das Besthaupt fällig; ansonsten waren die Bauern frei.
Am 1. Januar 1974 wurde die Gemeinde Michelbach aus dem Verwaltungsbezirk Weiskirchen ausgegliedert und in die Gemeinde Schmelz eingegliedert.

## Kirche
Michelbach ist von jeher eine Pfarrfiliale von Nunkirchen gewesen. Die erste Kapelle wurde vor 1739 erbaut und eben in diesem Jahr eingeweiht. 1933 wurde der Neubau von Mariä Schmerzen eingeweiht.

## Politik
Ortsvorsteher von Michelbach ist Frank Edlinger (SPD). Seit den Wahlen vom 9. Juni 2024 hat die SPD sechs, die CDU drei Sitze.

## Wappen
Im Mittelfeld ist die Kapelle von 1739. Die zwei Lilien stehen für die zwei Grundherren, so auch die Farben Gold und Rot. Die Lindenblätter, die das Mittelfeld umgeben, weisen auf das Hochgericht auf dem Galgenberg.

## Verkehr
Michelbach liegt westlich der Bundesstraße 268, wird von ihr nicht durchschnitten. Durch die Bundesstraße ist Michelbach direkt an die beiden Großstädte Saarbrücken und Trier angebunden.